# 흑검도
흑검도(黑劒島)는 제주특별자치도 제주시 추자면에 있는 섬이다. 특정도서로 지정하여 관리되고 있다.

## 특정도서
흑검도는 해송, 동백나무 군락 등 다양한 식생이 분포하고 있고, 멸종위기종인 매가 서식하고 있어 독도 등 도서지역의 생태계보전에 관한 특별법에 의거 특정도서로 지정되었다.
- 지정번호 : 제132호
- 면적 : 145884m2
- 지번 : 제주특별자치도 북제주군 추자면 대서리 산153-1